# Bad Ragaz
Bad Ragaz é uma comuna da Suíça, no Cantão São Galo, com cerca de 4.979 habitantes. Estende-se por uma área de 25,37 km², de densidade populacional de 196 hab/km². Confina com as seguintes comunas: Fläsch (GR), Maienfeld (GR), Mastrils (GR), Mels, Pfäfers, Vilters-Wangs.
A língua oficial nesta comuna é o Alemão.